# 马克斯·罗尔曼

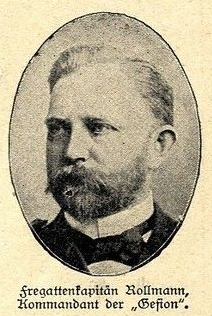
马克斯·罗尔曼

马克斯·罗尔曼（德語：Max Rollmann，1857年—1942年），德意志帝國海军军官，曾任德属胶澳租借地代理总督，退役前军衔为海军少将。

## 生平
1857年生于施特拉尔松德，为教师威廉·罗尔曼（Wilhelm Rollmann）与伊达·伦策（Ida Lentze）之子。在海军服役期间曾于1883年至1889年间在鱼雷部队任职。1898年12月赴东亚任葛冯号巡洋舰舰长。1901年1月27日胶澳总督叶世克逝世后赴青岛代理总督一职直至同年6月7日新任总督都沛禄到任（当时军衔为海军中校）。同年至1904年、1907年至1910年间在帝国海军部任职。1910年1月27日晋升海军少将。1910年至1912年任第三分舰队指挥官（一说1907至1913年在海军部任职）。1942年卒。
其胞弟尤利乌斯·罗尔曼（Julius Rollmann）为筑港工程师，曾参与青岛港早期建设。